# Dorst (Duitsland)
Dorst is een plaats en voormalige gemeente in de Duitse deelstaat Saksen-Anhalt, en maakt deel uit van de Landkreis Börde.
Dorst telt 174 inwoners.